# Pero Fernandes Sardinha

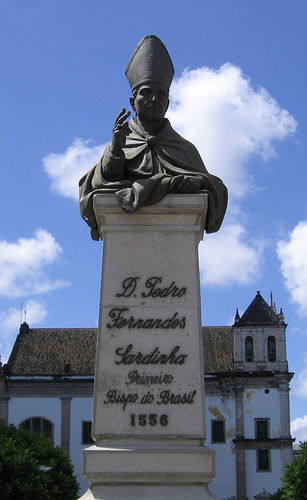
Pero Fernandes Sardinha

Don Pedro Fernandes Sardinha, o Pero Sardinha, (Évora, 1496 — Brasil, 1556) fue el primer obispo de la diócesis de San Salvador de Bahía y, por tanto, el primer obispo de Brasil.

## Designación, desempeño, dimisión y muerte
El obispado de Bahía fue creado, como diócesis sufragánea del Patriarcado de Lisboa el 25 de febrero de 1551 por el Papa Julio III, por medio de la bula Super specula militantis Ecclesiae. Para desempeñarlo se designó a Pero Sardinha, entonces de 55 años y residente en la India. Fue ordenado como obispo por el Patriarca de Lisboa, Fernando de Menezes Coutinho e Vasconcellos y tomó posesión del cargo el 22 de junio de 1552. Su carácter autoritario le valió poderosos enemigos, entre ellos el propio Gobernador Duarte da Costa, lo que le llevó a renunciar a la titularidad de la diócesis el 2 de junio de 1556, con la intención de trasladarse a Lisboa para plantear sus quejas al rey. A poco de comenzar su viaje, murió el 16 de julio de 1556, se dice que devorado por los indios caetés, después de haber naufragado en la costa de Alagoas.

## Controversia sobre las circunstancias de su muerte
Las circunstancias de la muerte de Pero Sardinha no están exentas de controversia, pues del episodio de su muerte a manos de los caetés no hay otra fuente que el relato de tres supervivientes del naufragio. Algunos historiadores sostienen que estos testigos pudieron haber acusado falsamente a los caetés para provocar su persecución y el consiguiente despojo de sus tierras; considerando más probable que los antropófagos del obispo fueran los tupinambás, que en esos años habitaban la desembocadura del río São Francisco, cercana al lugar del naufragio. En cambio, otros historiadores estiman verosímil la autoría de los caetés, a la sazón en estado de gran belicosidad desde su expulsión de Olinda por los portugueses.
Pero Fernandes Sardinha fue sucedido en la Sede Primada del Brasil por Pedro Leitão (1519-1573).